# Pitodor (escultor romà)
Pitodor (grec antic: Πυθόδωρος, llatí: Pythodorus) fou un escultor de la Grècia romana.
Se sap que va fer estàtues juntament amb un altre escultor de nom Cràter, molt admirades al seu temps, i que van decorar els palaus dels Cèsars situats al Palatí.
En parla Plini el Vell, que diu que van florir sota els primers emperadors (segle i) i van omplir els palaus dels Cèsars amb els millors treballs. Plini parla de dos escultors del mateix nom, que van viure al mateix temps i van fer la mateixa feina, però podria ser que es tractés, de fet, d'un sol escultor, i que hagués confós les fonts. (Plini, Naturalis Historia. XXXVI. 5. s. 4. § 11).